# Karl Czerpien
Karl Czerpien (* 26. Oktober 1878 in Zürich; † 8. Februar 1947 in Rüschlikon) war ein Schweizer Maler, Zeichner und Karikaturist.

## Leben und Werk
Karl Czerpien absolvierte eine Ausbildung an der Kunstgewerbeschule Zürich und verbrachte danach einige Zeit in München. 1914 machte er sich als Künstler selbständig. Neben seinen Malereien war er auch als Reklamezeichner und Lithograf tätig.
Eine regelmässige Einnahmequelle hatte er mit seinem Engagement für den Schweizer „Nebelspalter“, der heute ältesten noch existierenden Satirezeitschrift der Welt.
Zwischen 1913 und 1919 fertigte er über 230 Zeichnungen für den Nebelspalter und da seine Schaffenszeit in die Jahre des Ersten Weltkriegs fielen, beschäftigten sich zahlreiche seiner Motive um diese Geschehnisse und deren Begleitumstände.
Seine Zeichnungen sind ein Zeitdokument zu den Geschehnissen im Ersten Weltkrieg und er thematisierte oftmals Tod, Hunger und Leid in seinen Illustrationen.
Neben diesen Aufträgen illustrierte Karl Czerpien auch mehrere Bücher, darunter „Der tanzende Pegasus“ von Paul Altheer.
Auch Fasnachtsdekorationen gehörten zu seinen Kreationen.